# Margites mucidus
Margites mucidus är en skalbaggsart som beskrevs av Holzschuh 1995. Margites mucidus ingår i släktet Margites och familjen långhorningar. Inga underarter finns listade i Catalogue of Life.